# Monte Saint Catherine
O Monte Saint Catherine é um estratovulcão e o ponto mais alto de Granada, atingindo 840 m de altitude.
O vulcão, que data do Pleistoceno, tem uma cratera aberta a leste com vários domos de lava no seu interior.